# Steven Mackintosh
Steven Mackintosh (* 30. April 1967 in Cambridge, England) ist ein britischer Schauspieler.

## Leben
Mackintosh besuchte die Sylvia Young Theatre School in London. Seine Karriere im Filmgeschäft begann er 1983 mit einem Auftritt in der Fernsehserie Nanny. Bis heute ist Mackintosh insbesondere für das Fernsehen tätig.
Er ist mit der Schauspielerin Lisa Jacobs verheiratet und Vater zweier Kinder.

## Filmografie (Auswahl)
- 1983: Nanny (Fernsehserie, Staffel 1)
- 1987: Das Tagebuch der Anne Frank (The Diary of Anne Frank)
- 1990: Die Schatzinsel (Treasure Island)
- 1991: Van der Valk (Fernsehserie, 1 Folge)
- 1991: Agatha Christie’s Poirot (Fernsehserie, 1 Folge)
- 1992: Die Muppets-Weihnachtsgeschichte
- 1992: Inspektor Morse, Mordkommission Oxford (Inspector Morse, Fernsehserie, 1 Folge)
- 1994: The Return of the Native
- 1995: Gegen die Brandung (Blue Juice)
- 1995: The Grotesque
- 1996: Was ihr wollt (Twelfth Night)
- 1998: Brombeerzeit (The Land Girls)
- 1998: Bube, Dame, König, grAS
- 2003: Die Mutter – The Mother (The Mother)
- 2004: Von Hitlers Schergen gehetzt (The Aryan Couple)
- 2005: Das geheime Leben der Worte (La Vida Secreta De Las Palabras)
- 2005: The Jacket
- 2006: Good
- 2006: Rang De Basanti – Die Farbe Safran (Rang De Basanti)
- 2006: Underworld: Evolution
- 2008: Blick des Bösen – Sie will nur spielen (The Daisy Chain)
- 2008: The Escapist – Raus aus der Hölle (The Escapist)
- 2009: The Scouting Book for Boys
- 2009: Underworld – Aufstand der Lykaner
- 2010: Luther (Fernsehserie, Staffel 1, 6 Folgen)
- 2011: Lost Christmas
- 2011: The Great Ghost Rescue
- 2012: Elfie Hopkins
- 2012: Inside Men (Fernsehserie, Staffel 1, Folge 1–4)
- 2012: The Crime (The Sweeney)
- 2014: Robot Overlords – Herrschaft der Maschinen (Robot Overlords)
- 2016–2017: Stan Lee’s Lucky Man (Fernsehserie, 20 Folgen)
- 2018: Wanderlust (Fernsehserie)
- 2019: Rocketman
- 2020: Soulmates (Fernsehserie, 1 Folge, 1x05)
- 2020: The Postcard Killings
- 2023: Der Lotse (The Shepherd) (Kurzfilm)